# Mãe-geladeira
O termo mãe-geladeira foi um rótulo utilizado por alguns psicanalistas que era atribuído às mães de crianças autistas, quando se acreditava que elas poderiam ser a causa do autismo de seus filhos, por serem afetivamente frias. O psiquiatra Leo Kanner, o primeiro a descrever o autismo, explicitou sua observação clínica de que as crianças autistas possuíam, em geral, pais muito inteligentes, mas pouco calorosos. Porém, Kanner apenas apontou uma associação, o que não implica causalidade (é mais provável que a frieza dos pais fosse consequência da ausência de retorno da criança ao afeto que dedicavam a ela).
Coube ao psicanalista Bruno Bettelheim a popularização do termo. Em seus artigos nos anos 1950 e 1960, e mais explicitamente no seu livro The empty fortress (A fortaleza vazia, em português), Bettleheim popularizou a ideia de que o autismo seria causado pela indiferença da mãe em relação à criança. Assim como Kanner, Bettleheim ignorou o fato de que estas mesmas mães teriam outros filhos não autistas [carece de fontes?]. Kanner posteriormente se disse mal compreendido e tentou se retratar apoiando o trabalho de pesquisadores como Bernard Rimland.
Na década de 1970, uma série de pesquisas demonstraram que o autismo é um quadro neurobiológico, que acomete os mecanismos cerebrais básicos de sociabilidade. Hoje, sabe-se que o autismo tem diversas causas, ou etiologias, sendo as genéticas as principais.
Ainda hoje há quem acredite na ideia psicogênica do autismo, julgando que essa condição é o resultado de maus pais ou de uma falha na função materna. Essa explicação carece completamente de quaisquer bases científicas.